# 2037
Năm 2037 (số La Mã: MMXXXVII). Trong lịch Gregory, nó sẽ là năm thứ 2037 của Công nguyên hay của Anno Domini; năm thứ 37 của thiên niên kỷ 3 và của thế kỷ 21; và năm thứ tám của thập niên 2030.